# Mariano Lambea Castro
Mariano Lambea Castro es científico titular de la Institución Milá y Fontanals de investigación en Humanidades del CSIC, y musicólogo especializado en música española del siglo XVII. Su tesis doctoral la sustentó sobre Los villancicos de Joan Pau Pujol. Ha publicado variados artículos sobre este compositor, sobre preceptiva musical española y sobre las relaciones entre música y poesía en el Siglo de Oro.

## Trayectoria
Desde hace más de dos décadas, como investigador del Consejo Superior de Investigaciones Científicas (CSIC), se dedica a editar repertorio poético-musical inédito del siglo XVII y a estudiar su lenguaje musical. Asimismo, desde el año 2000, sus investigaciones son de carácter interdisciplinario con una metodología propia y creada, junto con la filóloga Lola Josa, para poder editar el arte poético-musical de los cancioneros más importantes del Barroco: el Libro de tonos humanos (1655-1656) y el Cancionero poético-musical de Lisboa, y otras antologías como el Manojuelo poético-musical de Nueva York, recopiladas por los propios investigadores.

A su vez, ha sido el creador de una línea de transferencia de conocimiento a la sociedad en el ámbito de las Humanidades con la creación de Música poética, la colección de música antigua del CSIC de la que es director, y con la que ha merecido galardones y varios reconocimientos internacionales. Gracias a él, el conocimiento del tono humano barroco se está difundiendo con el tratamiento metodológico que requiere su arte poético-musical.

## Obras

### Libros
- Íncipit de poesía española musicada, ca. 1465 - ca. 1710. Madrid, Sociedad Española de Musicología, 2000 (ISBN 84-86878-70-5).

### Ediciones
- Mariano Lambea y Lola Josa (eds.): La música y la poesía en cancioneros polifónicos del siglo XVII. (V). Cancionero Poético-Musical Hispánico de Lisboa. Madrid, Sociedad Española de Musicología - CSIC, 2006, vol. II (ISBN 84-86878-05-5).
- Mariano Lambea y Lola Josa (eds.): La música y la poesía en cancioneros polifónicos del siglo XVII. (IV). Libro de Tonos Humanos (1655-1656). Madrid, CSIC, 2005, vol. III (ISBN 84-00-08333-4).
- Mariano Lambea y Lola Josa (eds.): La música y la poesía en cancioneros polifónicos del siglo XVII. (III). Cancionero Poético-Musical Hispánico de Lisboa. Madrid, Sociedad Española de Musicología, 2004, vol. I (ISBN 84-86878-85-3).
- Mariano Lambea y Lola Josa (eds.): La música y la poesía en cancioneros polifónicos del siglo XVII. (II). Libro de Tonos Humanos (1655-1656). Madrid-Barcelona, CSIC, 2003, vol. II (ISBN 84-00-08183-8.
- Mariano Lambea y Lola Josa (eds.): La música y la poesía en cancioneros polifónicos del siglo XVII. (I). Libro de Tonos Humanos (1655-1656). Barcelona, CSIC, 2000, vol. I (ISBN 84-00-07881-0).

### Artículos
Revistas, Actas de congresos, Jornadas y Obras colectivas
- Mariano Lambea: «Música para teatro en los cancioneros poético-musicales del Siglo de Oro», En torno al Teatro del Siglo de Oro. Jornadas XVIII-XX. (Almería, del 5 al 7 de abril de 2002). Antonio Serrano y Olivia Navarro (eds.). Almería: Instituto de Estudios Almerienses, 2006, pp. 125-143 (ISBN 84-8108-329-1).
- «Procesos intertextuales y adaptaciones musicales para las aventuras de don Quijote», Edad de Oro Cantabrigense. (Actas del VII Congreso de la Asociación Internacional Siglo de Oro «AISO». Cambridge, 18-22 de julio de 2005). Anthony Close (ed.). Madrid, Iberoamericana Editorial Vervuert, 2006, pp. 399-405 (ISBN 84-8489-287-5).
- Mariano Lambea y Lola Josa: «La traza con que "hará la música milagros": un tono del maestro Capitán para unas décimas de Lope de Vega», Revista de Musicología, XXVIII, 2 (2005). (Actas del VI Congreso de la Sociedad Española de Musicología. Oviedo, 17-20 de noviembre de 2004), pp. 1255-1163 (ISSN 0210-1459).
- Lola Josa y Mariano Lambea: «El juego entre el arte poético y el arte musical en el romancero lírico español de los Siglos de Oro», Actas del XIV Congreso de la Asociación Internacional de Hispanistas (New York, 16-21 de julio de 2001). Edición de Isaías Lerner, Robert Nival y Alejandro Alonso. Newark, Delaware, Juan de la Cuesta, 2004, vol. II, pp. 311-325 (ISBN 1-58871-047-5).
- Mariano Lambea y Lola Josa: «Notas sobre el estudio y la edición del "Cancionero Poético-Musical Hispánico de Lisboa"», Actas de las III Jornadas Nacionales de Música, Estética y Patrimonio (Xàtiva, 4-6 de julio de 2003). Revisión de Francisco Carlos Bueno Camejo y Josep Antoni Alberola i Verdú. Xàtiva, Excm. Ajuntament de Xàtiva, 2004, pp. 45-86 (Depósito Legal: V-3255-2004).
- Lola Josa y Mariano Lambea: «Una variante, un reino. Francisco Manuel de Melo y el romancero lírico», Memoria de la palabra. Actas del VI Congreso de la Asociación Internacional Siglo de Oro (Burgos-La Rioja, 15-19 de julio de 2002). Editadas por María Luisa Lobato y Francisco Domínguez Matito. Madrid-Frankfurt, Iberoamericana-Vervuert, 2004, vol. II, pp. 1093-1108 (ISBN 84-8489-093-7).
- Lola Josa y Mariano Lambea: «Las trazas poético-musicales en el romancero lírico español», Edad de Oro, XXII (2003), pp. 29-78 (Actas del Seminario Internacional «Literatura y música en los Siglos de Oro». Madrid-Cuenca, 8-12 de abril de 2002) (ISSN 0212-0429).
- Mariano Lambea: «Estribillos populares puestos en música en villancicos y romances sacros y profanos de finales del siglo XVI y principios del XVII», Patrimonio Musical. Artículos de Patrimonio Etnológico Musical. Granada, Centro de Documentación Musical de Andalucía, 2002, pp. 245-265 (ISBN 84-8266-883-X).
- Mariano Lambea y Lola Josa: «Música y poesía en el Libro de Tonos Humanos (1655-1656). Necesidad de la metodología interdisciplinaria para su edición», Campos interdisciplinares de la musicología (V Congreso de la Sociedad Española de Musicología, Barcelona, 25-28 de octubre de 2000). Edición de Begoña LOLO. Madrid, Sociedad Española de Musicología, 2002, vol. II, pp. 1155-1165 (ISBN 84-86878-77-2).
- Lola Josa y Mariano Lambea: «Poemas para música de Francisco Manuel de Melo», Bulletin Hispanique, 2 (2001), pp. 427-448 (ISSN 0007-4640. ISBN 2-85276-078-9).
- Mariano Lambea: «Un ejemplo ilustrativo del proceso de cambio entre el villancico renacentista y el barroco», Anuario Musical, 56 (2001), pp. 59-73 (ISSN 0211-3538).
- Mariano Lambea: «Apuntes sobre el conceptismo sacro en los villancicos de Joan Pau Pujol (1570-1626)», Revista de Literatura, LXII, 123 (2000), pp. 41-60 (ISSN 0034-849).
- Mariano Lambea: «Una ensalada anónima del siglo XVII de los Romances y letras de a tres vozes (Biblioteca Nacional de Madrid)», Anuario musical, 51 (1996), pp. 72-110 (ISSN 0211-3538).

### Discografía
- El gran burlador. Música para el mito de don Juan (CD). Texto, selección y adaptación de obras poéticas y musicales a cargo de Lola Josa y Mariano Lambea. La Grande Chapelle. Director: Ángel Recasens. Lauda Música, LAU 006, 2007 (CSIC, Música poética, 2).
- El vuelo de Ícaro. Música para el eros barroco (CD). Texto, selección y adaptación de obras poéticas y musicales a cargo de Lola Josa y Mariano Lambea. La Grande Chapelle. Director: Ángel Recasens. Lauda Música, LAU 003, 2005 (CSIC, Música poética, 1).
- Entre aventuras y encantamientos. Música para don Quijote (CD). Texto, selección y adaptación de obras poéticas y musicales a cargo de Lola Josa y Mariano Lambea. La Grande Chapelle. Director: Ángel Recasens. Lauda Música, LAU 001, 2005 (Comunidad de Madrid, Mvsica antiqva, 8).